# Domaine du chef Roi Mata
Le domaine du chef Roi Mata à Vanuatu est constitué de trois sites des îles d'Efate, Lelepa, Artok (ou Eretoka) associés à la vie et la mort, vers 1600, du dernier Roi Mata. Il est inscrit sur la liste du patrimoine mondial depuis 2008.

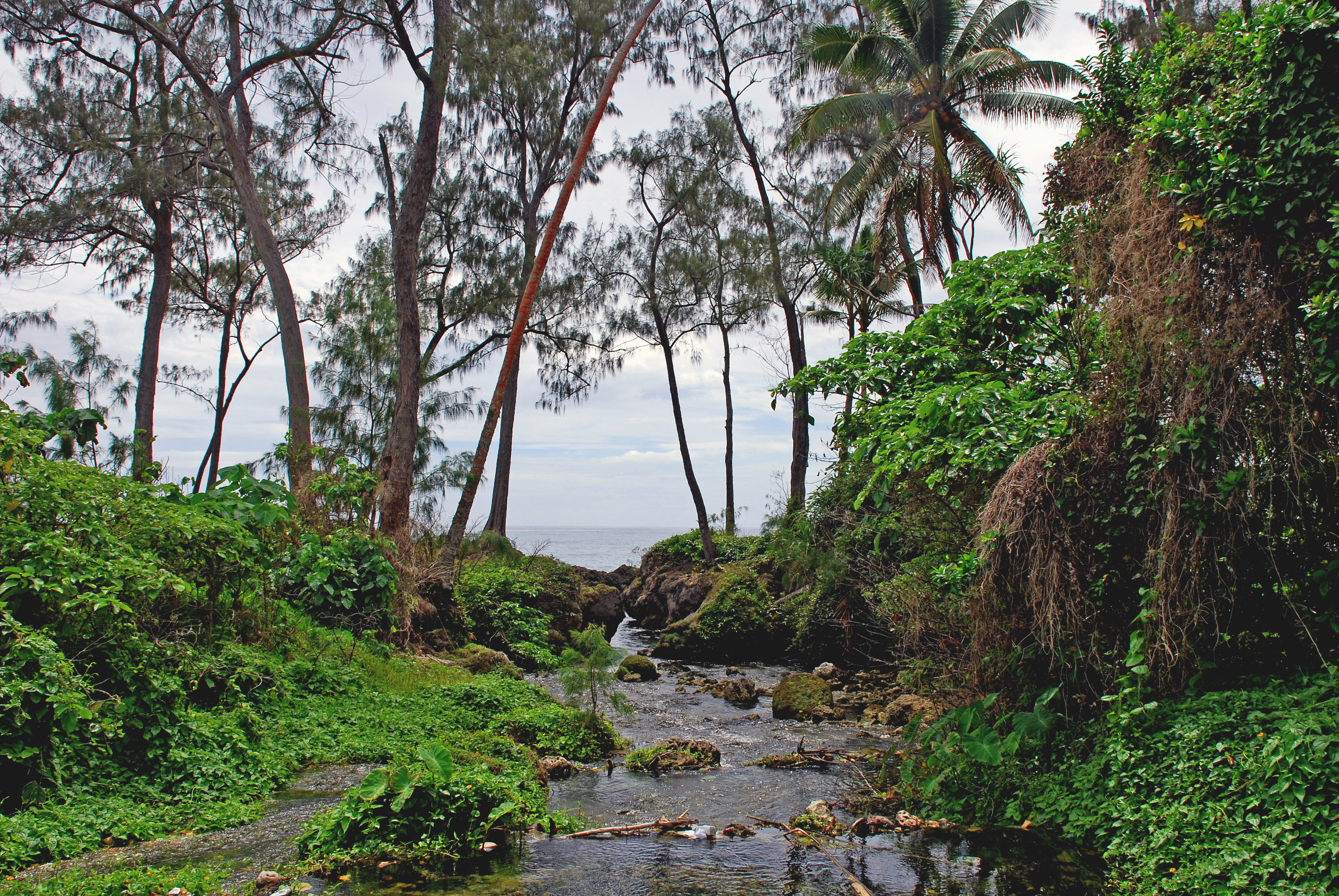
Rivière à Efate
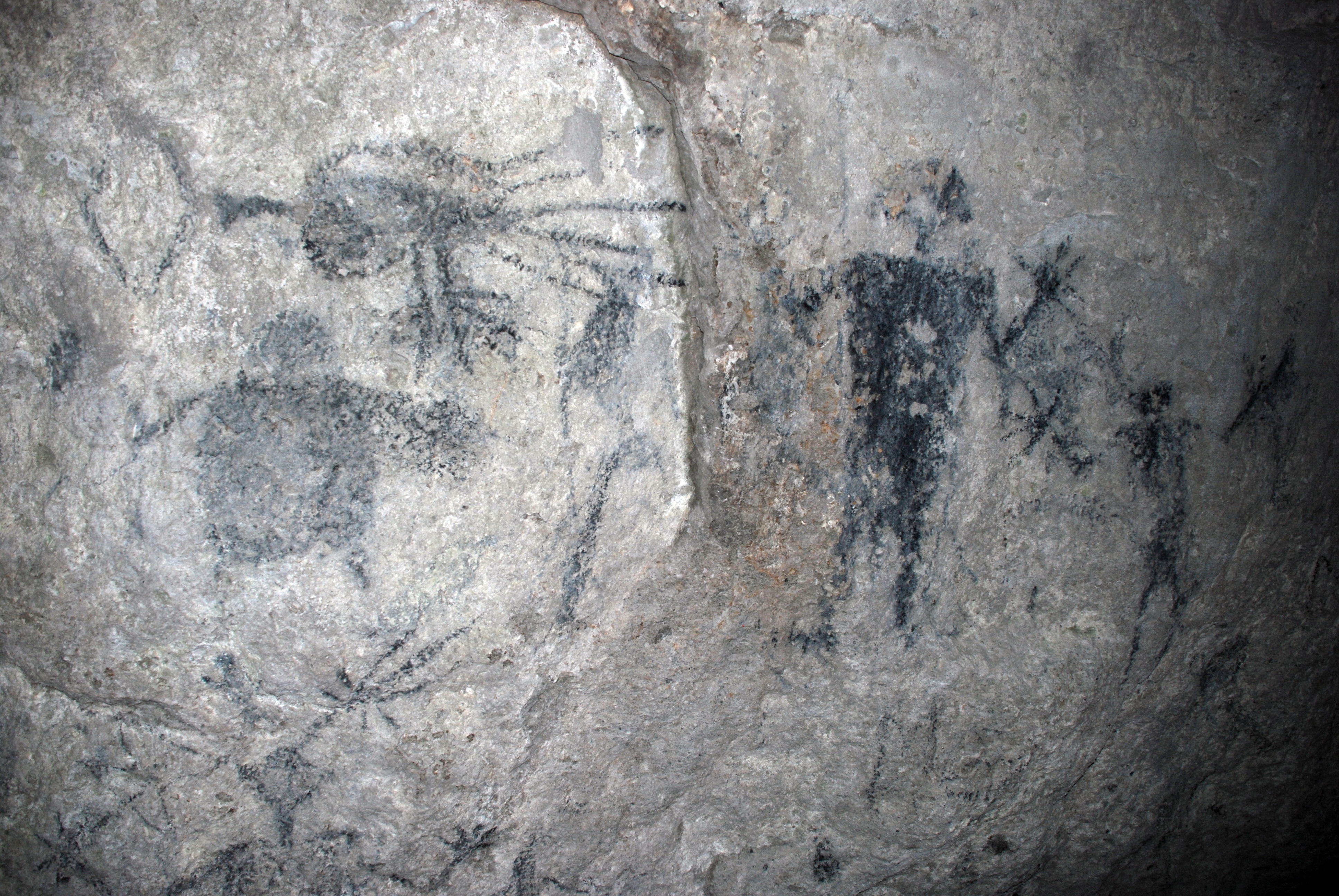
Peintures rupestres de Fels

## Voir Aussi

### Site externe
- Page consacrée au Domaine du chef Roi Mata sur le site du patrimoine mondial de l'Unesco